# Mounira Maya Charrad
Mounira Maya Charrad, née le 10 août 1942, est une sociologue franco-tunisienne et professeure de sociologie à l'université du Texas à Austin.

## Biographie
Mounira Charrad est née le 10 août 1942 en Tunisie[réf. nécessaire]. Elle est titulaire d'un diplôme de premier cycle de la Sorbonne à Paris et d'un doctorat en philosophie de l'université Harvard.
Elle a publié plusieurs travaux portant sur la sociologie politique, l'histoire comparée, la politique de genre et le Moyen-Orient.
Son livre States and Women's Rights: The Making of Postcolonial Tunisia, Algeria and Morocco  (University of California Press, 2001) a remporté plusieurs prix :
- Distinguished Scholarly Book Award, Association américaine de sociologie
- Best Book on Politics and History Greenstone Award, American Political Science Association
- Distinguished Contribution to Scholarship Award. Outstanding Book in Political Sociology, Association américaine de sociologie (section sur la sociologie politique)
- Outstanding Scholarly Book in Any Field Hamilton Award, Université du Texas à Austin